# Stade Ghadir
Le Stade Ghadir (en persan : ورزشگاه غدیر اهواز) est un stade multifonction situé à Ahvaz, dans la province du Khouzistan, en Iran. Il a une capacité de 51 000 spectateurs et accueille les rencontres à domicile du Foolad Ahvaz.

## Histoire
Le stade est le domicile provisoire du Foolad Ahvaz qui déménagera dans une nouvelle enceinte, dont le club sera propriétaire, au sud-est de la ville.